# Mike Harper
Michael Edward Harper, detto Mike (Chicago, 9 dicembre 1957), è un ex cestista statunitense, professionista nella NBA, in Italia, Francia e Spagna.

## Carriera
Venne selezionato dai Portland Trail Blazers al terzo giro del Draft NBA 1980 (56ª scelta assoluta).